# شیغاناک (شهرستان ساری‌سو)
شیغاناک (به قزاقی: Шығанақ، شىعاناق}} یک منطقهٔ مسکونی در قزاقستان است که در شهرستان ساری‌سو واقع شده‌است. شیغاناک ۴۳۶ نفر جمعیت دارد.